# 克里西乌马尔
克里西乌马尔是巴西南大河州的一个市镇。总面积362.151平方公里，总人口14726人，人口密度40.7人/平方公里。